# Danh sách phiên vương Đông Hán
Dưới đây là danh sách các phiên vương thời Đông Hán trong lịch sử Trung Quốc.

## Triệu quốc
| Thứ | Đời | Thụy hiệu          | Họ tên     | Số năm tại vị | Thời gian tại vị |
| --- | --- | ------------------ | ---------- | ------------- | ---------------- |
| 1   | 1   | Triệu Hiếu vương   | Lưu Lương  | 16            | 26－42           |
| 2   | 2   | Triệu Tiết vương   | Lưu Hủ     | 40            | 42－82           |
| 3   | 3   | Triệu Khoảnh vương | Lưu Thương | 23            | 82－105          |
| 4   | 4   | Triệu Tĩnh vương   | Lưu Hoành  | 12            | 105－117         |
| 5   | 5   | Triệu Huệ vương    | Lưu Can    | 48            | 117－165         |
| 6   | 6   | Triệu Hoài vương   | Lưu Dự     |               |                  |
| 7   | 7   | Triệu Hiến vương   | Lưu Xá     |               |                  |
| 8   | 8   | Triệu Đức hầu      | Lưu Khuê   | 9             |                  |

## Tề quốc
| Thứ | Đời | Thụy hiệu       | Họ tên     | Số năm tại vị | Thời gian tại vị |
| --- | --- | --------------- | ---------- | ------------- | ---------------- |
| 1   | 1   | Tề Ai vương     | Lưu Chương | 21            | 25－46           |
| 2   | 2   | Tề Dương vương  | Lưu Thạch  | 24            | 46－70           |
| 3   | 3   | Vu Hồ hầu       | Lưu Hoảng  | 17            | 71－88           |
| 4   | 4   | Tề Huệ vương    | Lưu Vô Kị  | 52            | 90－142          |
| 5   | 5   | Tề Khoảnh vương | Lưu Hỉ     | 5             | 142－147         |
| 6   | 6   | Tề vương        | Lưu Thừa   | 59            | 147－206         |

## Bắc Hải quốc
| Thứ | Đời | Thụy hiệu            | Họ tên   | Số năm tại vị | Thời gian tại vị |
| --- | --- | -------------------- | -------- | ------------- | ---------------- |
| 1   | 1   | Bắc Hải Tĩnh vương   | Lưu Hưng | 39            | 26－65           |
| 2   | 2   | Bắc Hải Kính vương   | Lưu Mục  | 10            | 65－74           |
| 3   | 3   | Bắc Hải Vô vương     | Lưu Cơ   | 14            | 74－88           |
| 4   |     | Bắc Hải vương        | Lưu Uy   | 7             | 90－97           |
| 5   | 4   | Bắc Hải Khoảnh vương | Lưu Phổ  | 7             | 107－114         |
| 6   | 5   | Bắc Hải Cung vương   | Lưu Dực  | 41            | 114－155         |
| 7   | 6   | Bắc Hải Khang vương  | Lưu Mỗ   | 51            | 155－206         |

## Tứ Thúy quốc (26－37)
| Thứ | Đời | Thụy hiệu     | Họ tên  | Số năm tại vị | Thời gian tại vị |
| --- | --- | ------------- | ------- | ------------- | ---------------- |
| 1   | 1   | Đường Khê hầu | Lưu Hấp | 9             | 26－34           |

## Truy Xuyên quốc
| Thứ | Đời | Thụy hiệu        | Họ tên    | Số năm tại vị | Thời gian tại vị |
| --- | --- | ---------------- | --------- | ------------- | ---------------- |
| 1   | 1   | Truy Xuyên vương | Lưu Chung |               |                  |

## Trung Sơn quốc
| Thứ | Đời | Thụy hiệu  | Họ tên  | Số năm tại vị | Thời gian tại vị |
| --- | --- | ---------- | ------- | ------------- | ---------------- |
| 1   | 1   | Nhương hầu | Lưu Mậu |               |                  |

## Thành Dương quốc
| Thứ | Đời | Thụy hiệu              | Họ tên  | Số năm tại vị | Thời gian tại vị |
| --- | --- | ---------------------- | ------- | ------------- | ---------------- |
| 1   | 1   | Thành Dương Cung vương | Lưu Chỉ | 10            | 26－35           |

## Đông Hải quốc(41－220)
| Thứ | Đời | Thụy hiệu             | Họ tên    | Số năm tại vị | Thời gian tại vị |
| --- | --- | --------------------- | --------- | ------------- | ---------------- |
| 1   | 1   | Đông Hải Cung vương   | Lưu Cường | 15            | 43－58           |
| 2   | 2   | Đông Hải Tĩnh vương   | Lưu Chính | 44            | 58－102          |
| 3   | 3   | Đông Hải Khoảnh vương | Lưu Túc   | 23            | 102－125         |
| 4   | 4   | Đông Hải Hiếu vương   | Lưu Trăn  | 31            | 125－156         |
| 5   | 5   | Đông Hải Ý vương      | Lưu Chi   | 44            | 156－200         |
| 6   | 6   | Sùng Đức hầu          | Lưu Tiện  | 20            | 200－220         |

Chú: vào năm 41, Lưu Dương (sau đổi tên thành Trang, tức Hán Minh Đế) được phong làm Đông Hải vương, năm 43 Lưu Dương được lập làm thái tử, nguyên thái tử Lưu Cường bị cải phong làm Đông Hải vương.

## Phái quốc (44－220)
| Thứ | Đời | Thụy hiệu       | Họ tên    | Số năm tại vị | Thời gian tại vị |
| --- | --- | --------------- | --------- | ------------- | ---------------- |
| 1   | 1   | Phái Hiến vương | Lưu Phụ   | 46            | 44－90           |
| 2   | 2   | Phái Ly vương   | Lưu Định  | 11            | 90－101          |
| 3   | 3   | Phái Tiết vương | Lưu Chính | 14            | 101－115         |
| 4   | 4   | Phái Hiếu vương | Lưu Quảng | 35            | 115－150         |
| 5   | 5   | Phái U vương    | Lưu Vinh  | 20            | 150－170         |
| 6   | 6   | Phái Hiếu vương | Lưu Tông  | 19            | 170－189         |
| 7   | 7   | Phái Cung vương | Lưu Diệu  | 21            | 189－210         |
| 8   | 8   | Sùng Đức hầu    | Lưu Tiết  | 10            | 210－220         |

## Sở quốc
| Thứ | Đời | Thụy hiệu   | Họ tên  | Số năm tại vị | Thời gian tại vị |
| --- | --- | ----------- | ------- | ------------- | ---------------- |
| 1   | 1   | Sở Lệ vương | Lưu Anh | 33            | 39－70           |

## Tế Nam quốc (41－154)
| Thứ | Đời | Thụy hiệu         | Họ tên    | Số năm tại vị | Thời gian tại vị |
| --- | --- | ----------------- | --------- | ------------- | ---------------- |
| 1   | 1   | Tế Nam An vương   | Lưu Khang | 59            | 41－100          |
| 2   | 2   | Tế Nam Giản vương | Lưu Thác  | 6             | 100－106         |
| 3   | 3   | Tế Nam Hiếu vương | Lưu Hương | 20            | 106－126         |
| 4   |     | Tế Nam Ly vương   | Lưu Hiển  | 3             | 126－129         |
| 5   | 4   | Tế Nam Điệu vương | Lưu Quảng | 25            | 129－154         |

## Đông Bình quốc (38－220)
| Thứ | Đời | Thụy hiệu              | Họ tên     | Số năm tại vị | Thời gian tại vị |
| --- | --- | ---------------------- | ---------- | ------------- | ---------------- |
| 1   | 1   | Đông Bình Hiến vương   | Lưu Thương | 45            | 38－83           |
| 2   | 2   | Đông Bình Hoài vương   | Lưu Trung  | 1             | 83－84           |
| 3   | 3   | Đông Bình Hiếu vương   | Lưu Xưởng  | 48            | 84－132          |
| 4   | 4   | Đông Bình Khoảnh vương | Lưu Đoan   | 47            | 132－179         |
| 5   | 5   | Sùng Đức hầu           | Lưu Khải   | 41            | 179－220         |

## Phụ Lăng quốc (41－206)
| Thứ | Đời | Thụy hiệu             | Họ tên        | Số năm tại vị | Thời gian tại vị |
| --- | --- | --------------------- | ------------- | ------------- | ---------------- |
| 1   | 1   | Phụ Lăng Chí vương    | Lưu Diên      | 51            | 41－92           |
| 2   | 2   | Phụ Lăng Thương vương | Lưu Xung      | 2             | 92－94           |
| 3   |     | Phụ Lăng Khoảnh vương | Lưu Phường    | 30            | 94－124          |
| 4   | 3   | Phụ Lăng Hoài vương   | Lưu Khôi      | 10            | 124－134         |
| 5   | 4   | Phụ Lăng Tiết vương   | Lưu Nhâm      | 14            | 134－148         |
| 6   |     | Phụ Lăng Cung vương   | Lưu Tiện Thân | 13            | 148－161         |
| 7   | 5   | Phụ Lăng Hiếu vương   | Lưu Thống     | 8             | 161－169         |
| 8   | 6   | Phụ Lăng vương        | Lưu Xá        | 37            | 169－206         |

## Quảng Lăng quốc
| Thứ | Đời | Thụy hiệu           | Họ tên   | Số năm tại vị | Thời gian tại vị |
| --- | --- | ------------------- | -------- | ------------- | ---------------- |
| 1   | 1   | Quảng Lăng Tư vương | Lưu Kinh | 29            | 39－68           |

## Trung Sơn quốc (38－)
| Thứ | Đời | Thụy hiệu            | Họ tên    | Số năm tại vị | Thời gian tại vị |
| --- | --- | -------------------- | --------- | ------------- | ---------------- |
| 1   | 1   | Trung Sơn Giản vương | Lưu Yên   | 52            | 38－90           |
| 2   | 2   | Trung Sơn Di vương   | Lưu Hiến  | 22            | 90－112          |
| 3   | 3   | Trung Sơn Giáo vương | Lưu Hoằng | 28            | 112－140         |
| 4   | 4   | Trung Sơn Mục vương  | Lưu Sướng | 34            | 140－174         |
| 5   | 5   | Trung Sơn Tiết vương | Lưu Trĩ   |               | 174－            |

## Lang Da quốc (41－217)
| Thứ | Đời | Thụy hiệu           | Họ tên   | Số năm tại vị | Thời gian tại vị |
| --- | --- | ------------------- | -------- | ------------- | ---------------- |
| 1   | 1   | Lang Da Hiếu vương  | Lưu Kinh | 31            | 41－72           |
| 2   | 2   | Lang Da Di vương    | Lưu Vũ   | 20            | 72－92           |
| 3   | 3   | Lang Da Cung vương  | Lưu Thọ  | 17            | 92－109          |
| 4   | 4   | Lang Da Trinh vương | Lưu Tôn  | 18            | 109－127         |
| 5   | 5   | Lang Da Tự vương    | Lưu Cứ   | 47            | 127－174         |
| 6   | 6   | Lang Da Thuận vương | Lưu Dong | 8             | 174－206         |
| 7   | 7   | Lang Da vương       | Lưu Hi   | 11            | 206－217         |

## Trần quốc (60－197)
| Thứ | Đời | Thụy hiệu         | Họ tên   | Số năm tại vị | Thời gian tại vị |
| --- | --- | ----------------- | -------- | ------------- | ---------------- |
| 1   | 1   | Trần Kính vương   | Lưu Tiện | 37            | 60－97           |
| 2   | 2   | Trần Tư vương     | Lưu Quân | 21            | 97－118          |
| 3   | 3   | Trần Hoài vương   | Lưu Tủng | 2             | 118－120         |
| 4   | 2   | Trần Khoảnh vương | Lưu Sùng | 5             | 120－125         |
| 5   | 3   | Trần Hiếu vương   | Lưu Thừa | 35            | 125－160         |
| 6   | 4   | Trần Mẫn vương    | Lưu Sủng | 37            | 160－197         |

## Bành Thành quốc (72－220)
| Thứ | Đời | Thụy hiệu               | Họ tên   | Số năm tại vị | Thời gian tại vị |
| --- | --- | ----------------------- | -------- | ------------- | ---------------- |
| 1   | 1   | Bành Thành Tĩnh vương   | Lưu Cung | 46            | 72－118          |
| 2   | 2   | Bành Thành Hiếu vương   | Lưu Đạo  | 28            | 118－146         |
| 3   | 3   | Bành Thành Khoảnh vương | Lưu Định | 4             | 146－150         |
| 4   | 4   | Bành Thành Hiếu vương   | Lưu Hòa  | 64            | 150－214         |
| 5   | 6   | Sùng Đức hầu            | Lưu Chi  | 7             | 214－220         |

## Lạc Thành quốc (72－120)
| Thứ | Đời | Thụy hiệu            | Họ tên     | Số năm tại vị | Thời gian tại vị |
| --- | --- | -------------------- | ---------- | ------------- | ---------------- |
| 1   | 1   | Lạc Thành Tĩnh vương | Lưu Đảng   | 25            | 72－97           |
| 2   | 2   | Lạc Thành Ai vương   | Lưu Sùng   | 1             | 97－97           |
| 3   |     | Lạc Thành Ly vương   | Lưu Tuần   | 15            | 97－112          |
| 4   | 3   | Lạc Thành Ẩn vương   | Lưu Tân    | 8             | 112－120         |
| 5   | 2   | Lâm Hồ hầu           | Lưu Trường | 1             | 120－120         |

## Hạ Bi quốc (72－185)
| Thứ | Đời | Thụy hiệu         | Họ tên    | Số năm tại vị | Thời gian tại vị |
| --- | --- | ----------------- | --------- | ------------- | ---------------- |
| 1   | 1   | Hạ Bi Huệ vương   | Lưu Diễn  | 54            | 72－126          |
| 2   | 2   | Hạ Bi Trinh vương | Lưu Thành | 2             | 126－128         |
| 3   | 3   | Hạ Bi Mẫn vương   | Lưu Ý     | 57            | 128－185         |
| 4   | 4   | Hạ Bi Ai vương    | Lưu Nghi  | 1             | 185－185         |

## Lương quốc (72－220)
| Thứ | Đời | Thụy hiệu        | Họ tên     | Số năm tại vị | Thời gian tại vị |
| --- | --- | ---------------- | ---------- | ------------- | ---------------- |
| 1   | 1   | Lương Tiết vương | Lưu Sướng  | 27            | 72－99           |
| 2   | 2   | Lương Cung vương | Lưu Kiên   | 26            | 99－125          |
| 3   | 3   | Lương Hoài vương | Lưu Khuông | 11            | 125－136         |
| 4   |     | Lương Di vương   | Lưu Thành  | 29            | 136－165         |
| 5   | 4   | Lương Kính vương | Lưu Nguyên | 16            | 165－181         |
| 6   | 5   | Sùng Đức hầu     | Lưu Di     | 40            | 181－220         |

## Hoài Dương quốc (72－185)
| Thứ | Đời | Thụy hiệu               | Họ tên     | Số năm tại vị | Thời gian tại vị |
| --- | --- | ----------------------- | ---------- | ------------- | ---------------- |
| 1   | 1   | Hoài Dương Khoảnh vương | Lưu Bính   | 16            | 72－90           |
| 2   | 2   | Hoài Dương Thương vương | Lưu Trắc   | 13            | 90－103          |
| 3   | 3   | Hoài Dương Tĩnh vương   | Lưu Chương | 25            | 103－128         |
| 4   | 4   | Hoài Dương Khoảnh vương | Lưu Nghi   | 17            | 128－145         |
| 5   | 5   | Hoài Dương Tiết vương   | Lưu Báo    | 8             | 145－153         |
| 6   | 6   |                         | Lưu Cảo    | 32            | 153－185         |

## Thiên Thừa quốc (79－173)
| Thứ | Đời | Thụy hiệu              | Họ tên    | Số năm tại vị | Thời gian tại vị |
| --- | --- | ---------------------- | --------- | ------------- | ---------------- |
| 1   | 1   | Thiên Thừa Trinh vương | Lưu Kháng | 15            | 79－94           |
| 2   | 2   | Thiên Thừa Di vương    | Lưu Sủng  | 28            | 94－122          |
| 3   | 3   | Thiên Thừa Hiếu vương  | Lưu Hồng  | 26            | 122－148         |
| 4   |     | Bột Hải vương          | Lưu Khôi  | 25            | 148－173         |

## Thành Hà quốc (81－147)
| Thứ | Đời | Thụy hiệu           | Họ tên        | Số năm tại vị | Thời gian tại vị |
| --- | --- | ------------------- | ------------- | ------------- | ---------------- |
| 1   | 1   | Thanh Hà Hiếu vương | Lưu Khánh     | 25            | 81－106          |
| 2   | 2   | Thanh Hà Mẫn vương  | Lưu Hổ Uy     | 3             | 106－109         |
| 3   | 3   | Thanh Hà Cung vương | Lưu Diên Bình | 35            | 109－144         |
| 4   | 4   |                     | Lưu Toán      | 3             | 144－147         |

## Tế Bắc quốc (90－206)
| Thứ | Đời | Thụy hiệu         | Họ tên     | Số năm tại vị | Thời gian tại vị |
| --- | --- | ----------------- | ---------- | ------------- | ---------------- |
| 1   | 1   | Tế Bắc Huệ vương  | Lưu Thọ    | 31            | 90－121          |
| 2   | 2   | Tế Bắc Tiết vương | Lưu Đăng   | 15            | 121－136         |
| 3   | 3   | Tế Bắc Ai vương   | Lưu Đa     | 3             | 136－139         |
| 4   | 2   | Tế Bắc Ly vương   | Lý An Quốc | 7             | 139－146         |
| 5   | 3   | Tế Bắc Hiếu vương | Lưu Thứ    | 17            | 146－163         |
| 6   | 4   |                   | Lưu Loan   | 35            | 163－198         |
| 7   | 5   |                   | Lưu Chính  | 8             | 198－206         |

## Hà Gian quốc (90－220)
| Thứ | Đời | Thụy hiệu           | Họ tên    | Số năm tại vị | Thời gian tại vị |
| --- | --- | ------------------- | --------- | ------------- | ---------------- |
| 1   | 1   | Hà Gian Hiếu vương  | Lưu Khai  | 42            | 90－132          |
| 2   | 2   | Hà Gian Huệ vương   | Lưu Chính | 10            | 132－142         |
| 3   | 3   | Hà Gian Trinh vương | Lưu Kiến  | 10            | 142－152         |
| 4   | 4   | Hà Gian An vương    | Lưu Lợi   | 28            | 152－180         |
| 5   | 5   | Sùng Đức hầu        | Lưu Cai   | 41            | 180－220         |

## Tế Âm quốc (72－85)
| Thứ | Đời | Thụy hiệu        | Họ tên     | Số năm tại vị | Thời gian tại vị |
| --- | --- | ---------------- | ---------- | ------------- | ---------------- |
| 1   | 1   | Tế Âm Điệu vương | Lưu Trường | 13            | 72－72           |

## Nhâm Thành quốc (84－220)
| Thứ | Đời | Thụy hiệu              | Họ tên     | Số năm tại vị | Thời gian tại vị |
| --- | --- | ---------------------- | ---------- | ------------- | ---------------- |
| 1   | 1   | Nhâm Thành Hiếu vương  | Lưu Thượng | 18            | 84－102          |
| 2   | 2   | Nhâm Thành Trinh vương | Lưu An     | 19            | 102－121         |
| 3   | 3   | Nhâm Thành Tiết vương  | Lưu Sùng   | 31            | 121－161         |
| 4   | 4   |                        | Lưu Bác    | 13            | 161－175         |
| 5   | 5   | Tân Xương hầu          | Lưu Đà     | 46            | 175－220         |

## An Bình quốc (122－186)
| Thứ | Đời | Thụy hiệu          | Họ tên  | Số năm tại vị | Thời gian tại vị |
| --- | --- | ------------------ | ------- | ------------- | ---------------- |
| 1   | 1   | An Bình Hiếu vương | Lưu Đắc | 30            | 122－152         |
| 2   | 2   | An Bình vương      | Lưu Tục | 34            | 152－186         |

## Cam Lăng quốc (148－190)
| Thứ | Đời | Thụy hiệu            | Họ tên    | Số năm tại vị | Thời gian tại vị |
| --- | --- | -------------------- | --------- | ------------- | ---------------- |
| 1   | 1   | Cam Lăng Uy vương    | Lưu Lý    | 25            | 148－173         |
| 2   | 2   | Cam Lăng Trinh vương | Lưu Định  | 4             | 173－177         |
| 3   | 3   | Cam Lăng Hiến vương  | Lưu Trung | 13            | 177－190         |

## Bình Nguyên quốc
| Thứ | Đời | Thụy hiệu              | Họ tên    | Số năm tại vị | Thời gian tại vị |
| --- | --- | ---------------------- | --------- | ------------- | ---------------- |
| 1   | 1   | Bình Nguyên Hoài vương | Lưu Thắng | 8             |                  |
| 2   | 2   | Bình Nguyên Ai vương   | Lưu Đắc   | 6             |                  |
| 3   |     |                        | Lưu Dực   |               |                  |
| 4   | 3   | Bình Nguyên vương      | Lưu Thạc  |               | －206            |

## Bột Hải quốc (189)
| Thứ | Đời | Thụy hiệu     | Họ tên   | Số năm tại vị | Thời gian tại vị |
| --- | --- | ------------- | -------- | ------------- | ---------------- |
| 1   | 1   | Bột Hải vương | Lưu Hiệp |               | 189              |

## Trần Lưu quốc (189)
| Thứ | Đời | Thụy hiệu      | Họ tên   | Số năm tại vị | Thời gian tại vị |
| --- | --- | -------------- | -------- | ------------- | ---------------- |
| 1   | 1   | Trần Lưu vương | Lưu Hiệp |               | 189              |

## Hoằng Nông quốc (189－190)
| Thứ | Đời | Thụy hiệu             | Họ tên   | Số năm tại vị | Thời gian tại vị |
| --- | --- | --------------------- | -------- | ------------- | ---------------- |
| 1   | 1   | Hoằng Nông Hoài vương | Lưu Biện |               | 189－190         |

## Hán Trung quốc (219－221)
| Thứ | Đời | Thụy hiệu       | Họ tên | Số năm tại vị | Thời gian tại vị |
| --- | --- | --------------- | ------ | ------------- | ---------------- |
| 1   | 1   | Hán Trung vương | Lưu Bị | 3             | 219－221         |

## Ngụy quốc (216－220)
| Thứ | Đời | Thụy hiệu     | Họ tên   | Số năm tại vị | Thời gian tại vị |
| --- | --- | ------------- | -------- | ------------- | ---------------- |
| 1   | 1   | Ngụy Vũ vương | Tào Tháo | 5             | 216－220         |
| 2   | 2   | Ngụy vương    | Tào Phi  | 1             | 220－220         |

Chú: năm 213, Hán Hiến Đế phong Tào Tháo làm Ngụy công, cho kiến quốc trên 10 quận gồm Hà Đông, Hà Nội, Ngụy quận, Triệu quốc, Trung Sơn, Thường Sơn, Cự Lộc, An Bình, Cam Lăng, Bình Nguyên. Năm 216, Tào Tháo được tấn phong làm Ngụy vương.